# 마데이스키 스타디움
마데이스키 스타디움(Madejski Stadium)는 1998년 세워진 잉글랜드 버크셔주 레딩의 다목적 경기장이다. 풋볼 리그 챔피언십의 레딩 FC와 2008년부터 럭비 유니온 아비바 프리미어십의 런던 아이리시가 홈 구장으로 사용하고 있으며 수용 인원은 24,161명이다.